# Eupithecia malchoensis
Eupithecia malchoensis es una especie de polilla de la familia Geometridae. La especie fue descrita por primera vez por Frederick Hastings Rindge habiendo sido descrita en 1987, con distribución en Chile. El holotipo de la especie fue descrita en el valle Las Trancas, en los Nevados de Chillán, Región de Ñuble. Se caracteriza por tener alas anteriores alargadas y marrones. La longitud de las alas anteriores es de aproximadamente 8,5 mm para los machos y 10 mm para las hembras. Se han registrado adultos en vuelo en noviembre y diciembre.
El hábitat de la polilla comprende la Provincia Biótica del Valle Central.